# Gerhard Schirlo
Gerhard Schirlo (* 20. Jahrhundert) ist ein deutscher Kameramann.
Er ist seit 1992 als Kameramann tätig, sein Schwerpunkt liegt auf Fernsehproduktionen. Für den Film Die Wanderhure wurde er 2011 für den Romy (Beste Kamera TV-Film) nominiert. Schirlo war bislang an mehr als 40 Produktionen beteiligt.

## Filmografie (Auswahl)
- 1992: Klinik des Grauens (Kurzfilm)
- 1995: Nur über meine Leiche
- 1997: Die Gang (Fernsehserie, 7 Folgen)
- 1999: Versprich mir, dass es den Himmel gibt
- 2000: Du lebst noch 7 Tage
- 2000: Bella Block: Am Ende der Lüge
- 2002: Das Jesus Video
- 2004: Pfarrer Braun: Ein verhexter Fall
- 2004: Pfarrer Braun: Der Fluch der Pröpstin
- 2004: Der Wixxer
- 2004: Das Blut der Templer
- 2006: Hui Buh – Das Schlossgespenst
- 2006: Tatort: Das ewig Böse
- 2007: Das Inferno  – Flammen über Berlin
- 2009: Wickie und die starken Männer
- 2009: Faktor 8 – Der Tag ist gekommen
- 2010: Die Wanderhure
- 2011: Das Duo – Tödliche Nähe
- 2012: Add a Friend (Fernsehserie, zehn Folgen)
- 2012: Sams im Glück
- 2012: Rat mal, wer zur Hochzeit kommt
- 2013: Nach all den Jahren
- 2013: In einem wilden Land
- 2013: Da geht noch was
- 2015: Inspektor Jury: Mord im Nebel
- 2015–2017: Letzte Spur Berlin (Fernsehserie, 6 Folgen)
- 2016: Marie Brand und die rastlosen Seelen
- 2016: Radio Heimat
- 2016: Jack the Ripper – Eine Frau jagt einen Mörder
- 2016: Ein starkes Team – Geplatzte Träume
- 2019: Daheim in den Bergen – Schwesternliebe
- 2019: Mein Freund, das Ekel
- 2020: Marie Brand und die falschen Freunde
- 2022: Die Geschichte der Menschheit – leicht gekürzt
- 2022: Hui Buh und das Hexenschloss
- 2023: Polizeiruf 110: Little Boxes